# Nokia E65
Nokia E65 là một chiếc điện thoại của hãng Nokia. Nó hỗ trợ những giải pháp email, thoại kinh doanh, làm việc và giải trí phổ biến nhất, hoạt động trên nhiều lục địa khác nhau với bốn băng tần GSM và 3G, cung cấp khả năng kết nối dữ liệu băng thông rộng với 3G WCDMA và WLAN.